# Katharina Schüttler
Katharina Schüttler (Colonia, 20 ottobre 1979) è un'attrice tedesca.

## Biografia
Katharina Schüttler nasce a Colonia; il padre è attore, regista e direttore di teatro, mentre la madre è drammaturga. Inizia giovanissima, all'età di 11 anni, a comparire in produzioni cinematografiche e televisive e si diploma in recitazione presso la Hochschule für Musik und Theater di Hannover.

## Vita privata
La Schüttler è sposata con il regista Till Franzen ed è madre di una figlia.

## Filmografia parziale

### Cinema
- Oh Boy - Un caffè a Berlino (Oh Boy), regia di Jan Ole Gerster (2012)
- Amour fou, regia di Jessica Hausner (2014)
- Heidi, regia di Alain Gsponer (2015)
- Elser - 13 minuti che non cambiarono la storia (2015)
- Lettere da Berlino, regia di Vincent Pérez (2016)
- Stay Still, regia di Elisa Mishto (2019)

### Televisione
- Stadtklinik - serie TV, 21 episodi (1994-1996)
- Carlos, regia di Olivier Assayas - miniserie TV (2010)
- Generation War (Unsere Mütter unsere Väter), regia di Philipp Kadelbach - miniserie TV (2013)
- Dogs of Berlin - serie TV (2018)
- La tamburina (The Little Drummer Girl) - miniserie tv (2018)
- Das Signal - Segreti dallo spazio – miniserie (2024)

## Doppiatrici italiane
Nelle versioni in italiano dei suoi film, Katharina Schüttler è stata doppiata da:
- Benedetta Degli Innocenti in Elser - 13 minuti che non cambiarono la storia
- Federica De Bortoli in Dogs of Berlin
- Stella Musy in Lettere da Berlino
- Letizia Scifoni in Heidi
- Gaia Bolognesi in Das Signal - Segreti dallo spazio